# Torneo Tenis Ciudad de Madrid 2011
Il Torneo Tenis Ciudad de Madrid, noto come Torneo Omnia Tenis Ciudad Madrid per motivi di sponsorizzazione, è stato un torneo professionistico di tennis maschile giocato sulla terra rossa. È stata la 1ª edizione del torneo, facente parte dell'ATP Challenger Tour nell'ambito dell'ATP Challenger Tour 2011. Si è giocato dal 26 settembre al 2 ottobre 2011 al Club de Campo Villa di Madrid, in Spagna.

## Partecipanti

### Teste di serie
| Nazionalità | Giocatore             | Ranking* | Testa di serie |
| ----------- | --------------------- | -------- | -------------- |
| Portogallo  | Rui Machado           | 61       | 1              |
| Spagna      | Pere Riba             | 72       | 2              |
| Spagna      | Daniel Gimeno Traver  | 90       | 3              |
| Francia     | Éric Prodon           | 93       | 4              |
| Francia     | Jérémy Chardy         | 106      | 5              |
| Italia      | Paolo Lorenzi         | 124      | 6              |
| Spagna      | Rubén Ramírez Hidalgo | 141      | 7              |
| Russia      | Evgenij Donskoj       | 145      | 8              |

- 1 Ranking al 19 settembre 2011.

### Altri partecipanti
Giocatori che hanno ricevuto una wild card:
- Iván Arenas-Gualda
- Javier Baños Pantoja
- Thomas Muster
- Roberto Ortega-Olmedo

Giocatori che sono entrati nel tabellone principale come special exempt:
- Iñigo Cervantes-Huegun

Giocatori che sono passati dalle qualificazioni:
- Romain Jouan
- Morgan Phillips
- Jan-Lennard Struff
- Peter Torebko
- Ilya Belyaev (lucky loser)

## Campioni

### Singolare
Jérémy Chardy ha battuto in finale  Daniel Gimeno Traver con il punteggio di 6–1, 5–7, 7–6(3)

### Doppio
David Marrero /  Rubén Ramírez Hidalgo hanno battuto in finale  Daniel Gimeno Traver /  Morgan Phillips con il punteggio di 6–4, 6(8)–7, [11–9]